# 송해야 고향 가자
《송해야 고향 가자》는 대한민국 MBN에서 2019년 9월 11일~12일 추석특집으로 방송된 다큐멘터리 텔레비전 프로그램이다.

## 기획 의도
당시 93세였던 희극인 송해의 고향가기 소동극을 통해 대한민국과 북한의 현주소와 한 인간의 희망과 비애를 조망하는 프로그램이다.

## 출연진
- 송해

## 부제
- 1부 송해, 송해를 말한다(2019년 9월 11일 방송)
- 2부 송해, 어머니를 만나다(2019년 9월 12일 방송)

## 시청률
최저 시청률과 최고 시청률은 시청률 조사회사와 지역별로 시청률에 차이가 있을 수 있습니다.
| 회차 | 방송일   | AGB 닐슨 시청률 |
| 회차 | 방송일   | 대한민국 (전국) |
| ---- | -------- | --------------- |
| 1    | 9월 11일 | 2.5%            |
| 2    | 9월 12일 | 1.1%            |

## 같이 보기
- 연세
- 노화
- 장수
- 남북한